# Mystery Gang
A Mystery Gang 1998-ban alakult magyar zenekar. Garage, jungle, rockabilly zenét játszanak.

## Pályafutás
A kezdeti egy-két évben olyan példaképek bemutatásával kezdték, mint Carl Perkins, Johnny Cash és Buddy Holly, majd a saját dalok felé fordultak. Műsoraik Egri Péter énekes-gitáros szövegeire és dalaira épülnek. Egy Japánban kiadott kislemez után Hot'n Wild Rockabilly Cuts című első albumuk 2001-ben jelent meg, ezt követte 2003-ban a Dig That Rock!, majd 2006-ban a saját szerzeményeket tartalmazó Jungle Fever. Mindhárom album külföldi kiadó gondozásában jelent meg. 2010-ben Live and Wild címmel koncertlemezt adtak ki.
Nemzetközi és hazai sikereik után 2012-ben elérkezett az idő, megjelent első magyar nyelvű kiadványuk a Grund Recordsnál Megőrülök Érted címmel. Második magyar nyelvű albumukat a Universal Music jelentette meg 2014-ben, címe Hello-Hello lett. Harmadik magyar nyelvű lemezük a Star People Productions gondozásában jött ki 2016 júniusában Eszpresszó Negro címmel. 2017 nyarán újabb angol nyelvű albumuk jelent meg, ez a Wild 50's Night Part 1, 2.
Hitelesen hozzák a kor manírjait, stílusuk színes, a rockabilly és a rock and roll mellé bejött a garage és a modern nagyváros lüktetését hozó jungle hatás is. Megalakulásuk óta itthon és külföldön több mint 1800 koncertet adtak, köztük olyan jelentőseket is, mint például 2009 januárjában a Művészetek Palotája színpadán bemutatott Privát Buddy Holly Story.
2010-ben sikerrel szerepeltek többek között Londonban, New Yorkban, Milánóban és Párizsban is.
Könnyűzenei munkásságuk mellett filmzenéket is írtak az amerikai Townies és a Till Attila által rendezett Pánik című filmekhez. A zenekar filmszerepet kapott Goda Krisztina Csak szex és más semmi című vígjátékában. Az énekes-gitáros Egri Péter pedig Brenner, az orgazda szerepét alakítja Fonyó Gergely Made in Hungária című filmjében.
2014-ben az együttes bekerült A Dal 2014 eurovíziós nemzeti dalválasztó show harmadik középdöntőjébe Játssz még jazzgitár című dalukkal.
2017 nyarán Egri Péter a Mystery Gang mellett egy társprojektbe fogott, ez a Memphis Moon'55. A klasszikus rockabilly dalokat előadó trió a rockabilly legkorábbi stílusát követi, dob nincs, a ritmust a gitár és a csattogó nagybőgő adja. Tagok Egri Péter (gitár és ének), Bognár Balázs (gitár), valamint a brazil Allisson Guimarães Santos (nagybőgő).
2017 őszén Paszinger Zoltán közel húsz év után távozott az együttesből, a helyére Allisson Guimarães Santos került. Az együttes 2018. áprílis 28-án, az A38 Hajón tartotta 20. évfordulós jubileumi koncertjét. Itt mutatkozott be Németh Zoltán, az együttes új nagybőgőse (Magic Cats Rockabilly Trio, Ed Philips and the Memphis Patrol), valamint vendégművészként közreműködött az együttes alapító tagja Csikány Tamás (Fácán) is.
2018 év végén a Wild 50's nights album Magyarországon aranylemez lett, és egyúttal elkezdődött az amerikai karrier. TÖbb hónapos Los Angelesi tartózkodás után 2019 év elején az együttes lehetőséget kapott a műfaj legnagyobb rockabilly fesztiválján, mint fellépő az Amerikai Egyesült Államokban, Las Vegasban, amelynek sikere kapcsán 2020 évben már a nagyszínpadon kaptak helyet fő műsor időben, áprilisban. 

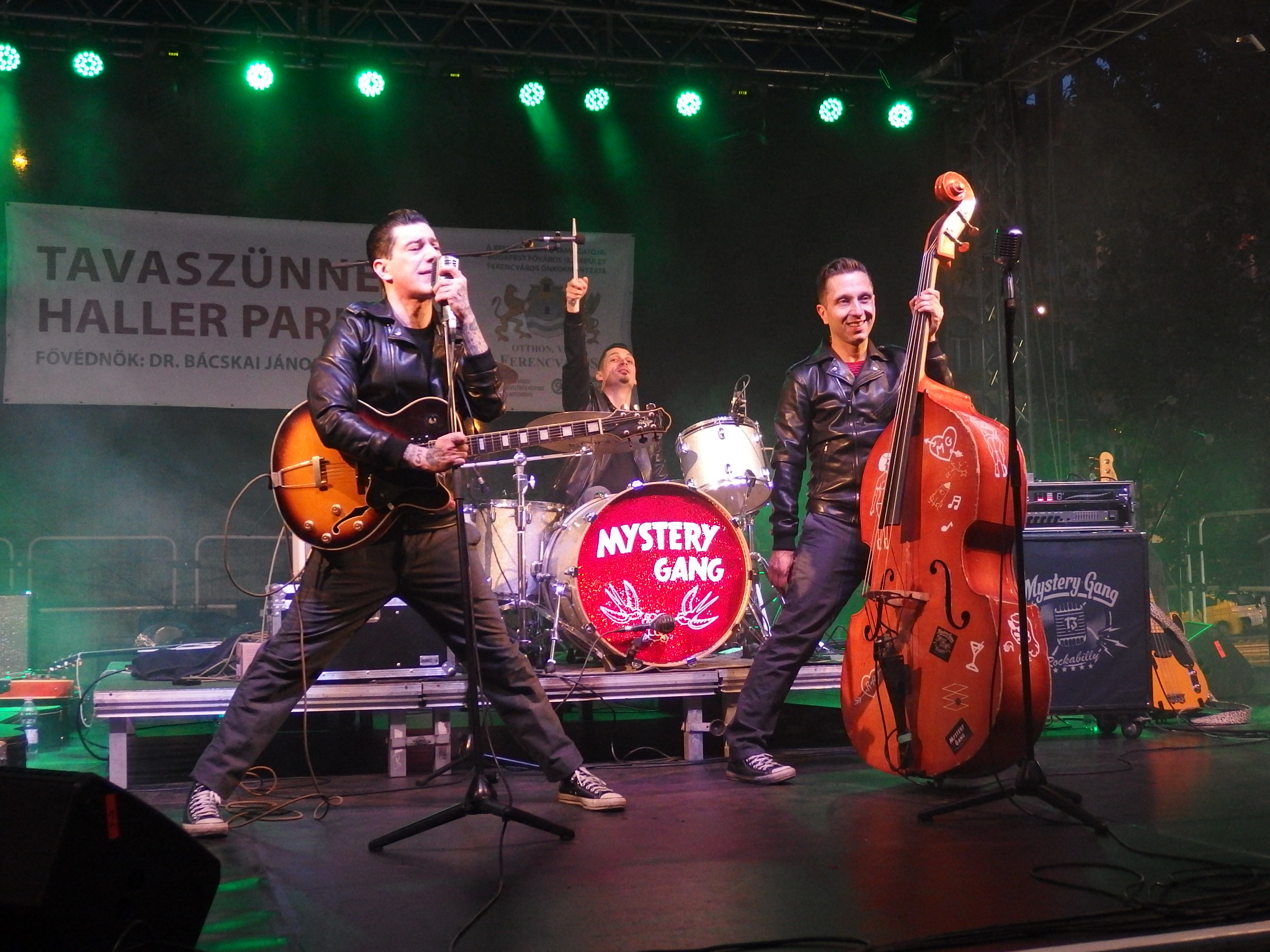
A Mystery Gang a Haller Parkban, 2017. április 27

## Tagok
- Egri Péter - ének, gitár
- Franz Heinrich Lirsch - nagybőgő, basszusgitár
- Árva Balázs - dob

## Diszkográfia
- Fly to the Moon 7" - Revell Yell (Japán) (2000)
- Hot 'n Wild Rockabilly Cuts - Nervous Records - (Egyesült Királyság) (2001)
- Dig That Rock! - Hipstersound (Amerikai Egyesült Államok) (2003)
- Jungle Fever - Rhythm Bomb Records (Németország) (2006)
- Live and Wild - (Magyarország) (2010)
- Megőrülök Érted - GrundRecords (Magyarország) (2012)
- Hello Hello - Universal Music (2014)
- Eszpresszó Negro - Star People Productions (2016)
- Wild 50's Nights Part 1 - 2 (2 CD) (2017. augusztus 2.)
- Rockin'Anthology 2020 - (2020)

### Filmzenék
- Townies (2004) (Fly to the Moon c. dal)
- Pánik (2008) (Woodoo Doll; Whistle Stroll és a Wanna Make Love c. dalok)

### Filmszerepek
- 2005 Csak szex és más semmi - egész zenekar
- 2009 Made in Hungária - Egri Péter (Brenner, az orgazda)
- 2018 Paraziták a Paradicsomban - önmagukat alakítják

## Videóklipek
- Woodoo Doll
- Wild Wild Baby Doll
- Gang Up
- Here Come The Jungle People
- Megőrülök érted
- Megszakad a szív
- Shake It